# Nuoto ai XVII Giochi del Mediterraneo - 100 metri rana maschili
Le gare di nuoto nella categoria 100 metri rana maschile si sono tenute il 21 giugno 2013 al Yeni Olimpik Yüzme Havuzu di Mersin.

## Calendario
Fuso orario EET (UTC+3).
| Data      | Ora   | Turno    |
| --------- | ----- | -------- |
| 21 giugno | 09:45 | Batterie |
| 21 giugno | 18:21 | Finale   |

## Risultati
I 19 atleti vengono inquadrati in tre batterie rispettivamente da 6, 6 e 7 nuotatori ciascuna. Si qualificano alla finale i primi otto tempi.

### Batterie
| Pos. | Nome                 | Nazione   | Tempo   | Batt. | Corsia | Note |
| ---- | -------------------- | --------- | ------- | ----- | ------ | ---- |
| 1    | Andrea Toniato       | Italia    | 1'01"95 | 2     | 4      | Q    |
| 2    | Demir Atasoy         | Turchia   | 1'02"13 | 2     | 3      | Q    |
| 3    | Panagiōtīs Samilidīs | Grecia    | 1'02"31 | 2     | 5      | Q    |
| 4    | Fabio Scozzoli       | Italia    | 1'02"94 | 3     | 4      | Q    |
| 5    | Damir Dugonjič       | Slovenia  | 1'02"95 | 1     | 4      | Q    |
| 6    | Dimitrios Koulouris  | Grecia    | 1'03"02 | 3     | 6      | Q    |
| 7    | Ömer Aslanoğlu       | Turchia   | 1'03"21 | 3     | 3      | Q    |
| 8    | Patrick Perisser     | Francia   | 1'03"44 | 1     | 6      | Q    |
| 9    | William Debourges    | Francia   | 1'03"81 | 1     | 3      |      |
| 10   | Héctor Monteagudo    | Spagna    | 1'04"38 | 2     | 6      |      |
| 11   | Matjaž Markič        | Slovenia  | 1'04"89 | 1     | 5      |      |
| 12   | Abdelkader Afane     | Algeria   | 1'05"40 | 3     | 2      |      |
| 13   | Igor Terzić          | Serbia    | 1'06"14 | 2     | 7      |      |
| 14   | Damjan Petrovski     | Macedonia | 1'06"42 | 3     | 7      |      |
| 15   | Lefkios Xanthou      | Cipro     | 1'07"54 | 1     | 2      |      |
| 16   | Adam Allouche        | Libano    | 1'10"78 | 2     | 2      |      |
| 17   | Donaldo Dervishi     | Albania   | 1'11"89 | 1     | 7      |      |
| 18   | Yousuf Eltagouri     | Libia     | 1'16"83 | 3     | 1      |      |
| 19   | Čaba Silađi          | Serbia    | -       | 3     | 5      | DNS  |

### Finale
| Pos. | Atleta               | Nazionalità | Tempo   | Corsia |
| ---- | -------------------- | ----------- | ------- | ------ |
|      | Fabio Scozzoli       | Italia      | 1'00"86 | 6      |
|      | Andrea Toniato       | Italia      | 1'01"23 | 4      |
|      | Panagiōtīs Samilidīs | Grecia      | 1'01"71 | 3      |
| 4    | Demir Atasoy         | Turchia     | 1'02"04 | 5      |
| 5    | Damir Dugonjič       | Slovenia    | 1'02"14 | 2      |
| 6    | Dimitrios Koulouris  | Grecia      | 1'02"85 | 7      |
| 7    | Patrick Perisser     | Francia     | 1'03"09 | 8      |
| 8    | Ömer Aslanoğlu       | Turchia     | 1'03"37 | 1      |